# Samira Jashogyi
Samira Jashogyi, a veces escrito como Khashoggi o Kashoggi, (1935 – marzo de 1986) fue una escritora saudita y propietaria y jefa de edición de la revista Alsharkiah. 
Su padre fue Muhammad Jashogyi, de raíces turcas, y fue el médico personal del rey Abdul Aziz Al Saud. Samira murió en 1986 de un ataque al corazón.

## Carrera literaria
Escribió bajo el seudónimo Samirah ‘Hija de la Península arábiga’. Sus libros incluyen Wadda't Amali (1958), Thekrayāt Dām'ah' (1963), Wara' Aldabab (1971), Qatrat Min ad-Dumu' (1979) y Barraīq Aynaik. Desde 1972, Al-Sharkiah ha sido la principal revista para mujeres mensual de las mujeres árabes. Jashogyi fue la primera saudita editora y columnista; una pensadora muy respetada, dinámica y pionera.

## Familia
Conoció al empresario egipcio Mohamed Al-Fayed en la playa en Alejandría y se casaron en 1954. El matrimonio duró dos años, y tuvieron un hijo, Dodi Al-Fayed. Samira se separó de Mohamed Al-Fayed unos meses después del nacimiento de su hijo.
Posteriormente se casó con el embajador de Arabia Saudita Anas Yassin y tuvo su segundo hijo, Jumana Yassin.
Era hermana del empresario saudita Adnán Jashogyi, tía de la actriz y productora Nabila Jashogyi y del periodista político Jamal Jashogyi.